# 櫛浜町
櫛浜町（くしがはまちょう）は、山口県都濃郡にあった町。現在の周南市の南東端、大島半島にあたる。本項では町制前の名称である太華村（たいかそん）についても述べる。

## 地理
- 海洋 ： 徳山湾、笠戸湾
- 山岳 ： 岩熊山、太華山、八合山、沖山
- 河川 ： 西光寺川

## 歴史
- 1889年（明治22年）4月1日 - 町村制の施行により、櫛ヶ浜村・栗屋村・大島村・粭島の区域をもって太華村発足。
- 1940年（昭和15年）4月29日 - 太華村が町制施行・改称して櫛浜町となる。
- 1944年（昭和19年）4月1日 - 徳山市・富田町・福川町・大津島村・夜市村・戸田村・湯野村と合併し、改めて徳山市が発足。同日櫛浜町廃止。

## 交通

### 鉄道路線
村域を運輸通信省の山陽本線・岩徳線が通過したが、駅は所在しなかった。櫛ケ浜駅が至近に所在。